# Joseph Begasse
Joseph Begasse (puis Begasse de Dhaem), né le 10 mars 1843 à Liège et mort le 16 octobre 1924  à Liège, est industriel belge du textile.

## Biographie
Fils de Charles Begasse (né le 12 novembre 1797 au Château de Schleiden), un industriel luxembourgeois, naturalisé par la loi du 2 mars 1844, Joseph Begasse reprend l'activité de son père et développe la fabrique de couverture en la transférant à Sclessin.
Président du conseil d'administration de l'entreprise familiale, devenue la Lainière de Sclessin SA, Joseph Begasse fut également membre du conseil général de la C.G.E.R., commissaire de la  Banque d'Anvers et consul général d'Autriche-Hongrie à Liège de 1866 à 1891. Le 15 juin 1899, il est anobli par le roi Léopold II de Belgique.
Marié en 1867 à Emilie van den Houten, fille d'un banquier d'Ixelles, ils eurent sept enfants. Ces derniers furent autorisés par le roi Albert Ier de Belgique à ajouter le nom de famille "de Dhaem" à leur nom de famille par un décret de 1928.

## Décorations
- Officier de l'Ordre de Léopold
- Chevalier de l'Ordre de Pie IX (Saint-Siège)
- Chevalier de l'Ordre de François-Joseph (Autriche-Hongrie)